# 이와야 미호코
이와야 미호코(일본어: 岩屋 美保子, 1964년 6월 1일 ~ )는 일본의 은퇴한 여자 축구 선수이다.

## 국가대표팀 경력
그녀는 1981년 AFC 여자 축구 선수권 대회에 참가할 일본 국가대표팀에 발탁되었으며, 6월 13일 인도네시아과의 경기에서 데뷔했다. 그녀는 국제 A매치 2경기에 출전했다.

## 통계
| 일본 | 일본 | 일본 |
| 연도 | 출전 | 득점 |
| ---- | ---- | ---- |
| 1981 | 2    | 0    |
| 통산 | 2    | 0    |